# Niemanica (przystanek kolejowy)
Niemanica (biał. Неманіца, ros. Неманица) – przystanek kolejowy w miejscowości Stajki, w rejonie borysowskim, w obwodzie mińskim, na Białorusi. Leży na linii Moskwa - Mińsk - Brześć. Nazwa pochodzi od pobliskiego agromiasteczka Niemanicy.